# Galaxias gollumoides
Galaxias gollumoides är en fiskart som beskrevs av Mcdowall och Chadderton, 1999. Galaxias gollumoides ingår i släktet Galaxias och familjen Galaxiidae. Inga underarter finns listade i Catalogue of Life.